# Siemion Zubkow
Siemion Wasiljewicz Zubkow (ros. Семен Васильевич Зубко́в, ur. 2 lutego?/15 lutego 1903 w Odessie, zm. 4 marca 1991 w Leningradzie) – radziecki wojskowy, generał major artylerii.

## Życiorys
Był oficerem artylerii, uczestnikiem wojny niemiecko-radzieckiej 1941–1945. Od 24 kwietnia 1942 roku w stopniu majora artylerii dowodził 5 Samodzielną Brygadą Artylerii Przeciwpancernej Przełamania, uczestnikiem walk w ramach 1 Dywizji Przełamania 57 Armii Frontu Południowo-Zachodniego.
W ramach 51 Armii z 5 Gwardyjską Samodzielną Brygadą wyzwolił Sewastopol, walczył w rejonie Góry Sapun; jego brygada otrzymała honorowy tytuł Sewastopolskiej. Później dowodził 33 Gwardyjską Brygadą Lekkiej Artylerii, z którą w ramach 3 Frontu Białoruskiego brał udział w walkach o miasto Pillau (Bałtyjsk), zdobyte 25 kwietnia 1945.
Od lutego 1952 roku do października 1954 jako pułkownik artylerii był dowódcą polskiej 6 Dywizji Artylerii Przełamania. Po 1954 roku powrócił do macierzystej armii i został wyznaczony dowódcą korpusu Wojsk Obrony Przeciwlotniczej. Zmarł 4 marca 1991 roku. Urna z prochami została pochowana na cmentarzu Rastorgujewskim w grobie jego żony Marii Iwanowny.

## Odznaczenia
- Krzyż Kawalerski Orderu Odrodzenia Polski (1954)
- Order Lenina
- Order Czerwonego Sztandaru (trzykrotnie)
- Order Kutuzowa II klasy
- Order Aleksandra Newskiego
- Order Wojny Ojczyźnianej I klasy
- Medal „Za obronę Stalingradu”
- Medal „Za zwycięstwo nad Niemcami w Wielkiej Wojnie Ojczyźnianej 1941–1945”
- Medal „Za zdobycie Królewca”